# Shin Megami Tensei III: Nocturne
Shin Megami Tensei III: Nocturne es un videojuego de rol postapocalíptico desarrollado por Atlus para la consola PlayStation 2. Fue publicado por Atlus en Japón y América del Norte, y por Ghostlight en Europa. Es la tercera entrega de la serie de juegos Shin Megami Tensei, la serie central de la franquicia Megami Tensei. Han sido publicadas múltiples versiones del juego: la versión original que fue publicada en Japón por Atlus en 2003, y la versión de corte de director conocida como Maniax, la cual fue lanzada en 2004 en Japón. La versión Maniax fue la que se localizó y se lanzó por primera vez en América del Norte en 2004 como simplemente Shin Megami Tensei: Nocturne y en Europa en 2005 como Shin Megami Tensei: Lucifer's Call. Un remaster en alta definición fue lanzado para las consolas PlayStation 4 y Nintendo Switch en Japón en octubre de 2020, y su lanzamiento internacional el 25 de mayo de 2021 en PlayStation 4, Nintendo Switch y Microsoft Windows por medio de la plataforma Steam.
Nocturne sigue a un estudiante de instituto en Tokio, quién fue transformado en el demoníaco Demi-fiend después de que la Concepción afectará al mundo entero, un acontecimiento apocalíptico provocado por un culto siniestro para provocar el renacimiento del mundo. Con Tokio convertido en un vórtice lleno de demonios, Demi-fiend se convierte en el instrumento de los Reasons, seres quiénes buscan a rehacer al mundo a su imagen, y Lucifer, el señor de demonios. El gameplay utiliza un sistema de batalla de combate por turnos basado en explotar las debilidades de los enemigos a favor del jugador, y un sistema de reclutamiento de demonios que deja que el jugador reclute a demonios que encuentre a través del Mundo Vórtice para que luche junto a ellos.
El juego fue concebido después de la conclusión de Shin Megami Tensei II y Shin Megami Tensei If..., pero fue retrasado mientras el equipo de desarrollo planeaba lo que se iba a hacer con él, incluyendo hacer que apele a una audiencia aún más amplia que los juegos anteriores de la saga Megami Tensei. A diferencia de la atmósfera sci-fi de Shin Megami Tensei II, Nocturne regresó a un escenario más contemporáneo similar al del primer juego. El escenario y los personajes fueron inspirados en múltiples elementos, incluyendo el gnosticismo, el budismo mahayana, y la cultura popular moderna. Entre las cosas que el equipo de desarrollo cambió de las entradas anteriores eran la perspectiva de cámara, la que pasó a tener una perspectiva en tercera persona, y utilizando un estilo artístico de estilo cel-shading para distinguirse de otros juegos de su tiempo. La música, principalmente compuesta por Shoji Meguro, dio homenaje a anteriores juegos de la franquicia Megami Tensei a la vez que usaba estilos musicales derivados de la época de los 80's.

## Recepción
La recepción crítica al juego ha sido positiva. La puntuación media en Metacritic es de 82 de 100. La revista de videojuegos japonesa Famitsu lo dio una puntuación de 36/40, ganando el premio de Platino y la reseña con el puntaje más alto de la semana de su lanzamiento. Las reseñas del juego eran generalmente positivas: a pesar de algunos comentarios sobre carencias con respecto a los gráficos del juego, el diseño de personajes, estética, gameplay e historia fueron elegiados por la crítica, llamándolo una entrega digna de la serie Megami Tensei.

### Ventas
Durante su primera semana de lanzamiento en Japón, Nocturne vendió 185,000 unidades qué eran igual al 75.7% de sus unidades importadas, llegando a los puestos más altos de ventas. En su segunda semana, el juego había caído a séptimo lugar en los puestos, vendiendo cerca de 37,328 unidades. Esto trajo ventas totales justo por encima de las 200 000 unidades. A finales de 2003, había vendido 245,520 unidades solo en Japón convirtiéndolo en el juego n. 49.º de los juegos más vendidos de ese año. La edición Maniax logró el 5.º lugar en los tops de ventas en su primera semana, quedando en el décimo puesto para la segunda semana desde su lanzamiento. En una entrevista con Kazuma Kaneko, 1UP.com decía que las ventas del juego no se reflejaban con la de las puntuaciones hechas por las reseñas hacia el juego. En contraste, como parte de una conferencia de prensa con respecto al lanzamiento europeo del juego, un miembro de Atlus mencionó que el juego había gozado de éxito comercial tanto en América del Norte junto con Japón. En 2013, un representante de Ghostlight dijo que Nocturne, junto a la duología de juegos Digital Devil Saga, "habían tenido un éxito considerablemente grande". Las revisiones posteriores del juego lanzadas en 2008 y 2009 causaron que el juego se posicionara entre los juegos más vendidos de PlayStation 2 en Amazon.com en América del Norte.
La versión remasterizada para Nintendo Switch lanzada en 2020 vendió 52 481 copias físicas dentro de su primera semana a la venta en Japón, haciéndolo el segundo juego mejor vendido en físico de la semana en ese país. La versión de PlayStation 4 fue el tercer juego más vendido de forma física en Japón con 48 830 copias vendidas.